# 赤塚不二夫漫画大全集 DVD-ROM
『赤塚不二夫漫画大全集 DVD-ROM』は、2002年に小学館より発売された赤塚不二夫の漫画作品全集である。

## 概要
2002年7月5日発売。 さまざまな出版社からこれまでに発行された単行本217冊＋単行本未収録原稿6000ページの作品を269巻にまとめ、4枚組のDVD-ROMに収録。機能として検索、オープニングアニメ、年表、赤塚が語りおろした赤塚メモ、キャラクター図鑑を搭載。また発売記念特典として赤塚のプライベートフィルムを収めたDVD-VIDEOが付属。デジタル版の漫画家全集としては手塚治虫に次ぐ快挙であり、小学館の文化事業と呼べるものである。
赤塚の生誕年にちなんで1935セット限定発売であったが、2005年9月には「コミックパーク」にて、オンデマンド版『赤塚不二夫漫画大全集』全271巻として書籍化され、1冊単位で購入することができたが2022年9月20日にサービスを終了した。
2008年10月からは『天才バカボン』を皮切りに、各タイトルの収録エピソード数を更に充実させた電子書籍がebookjapanより発売中である。ただし、未発売のタイトルもある。
また、発売から19年の時を経た2021年7月には、同大全集から漏れていた幻の18タイトルが、『夜の赤塚不二夫』（なりなれ社）として単行本化された。

## 収録作品
- 001 嵐をこえて
- 002 湖上の閃光
- 003 心の花園
- 004 消えた少女
- 005 白い天使
- 006 おかあさんのうた
- 007 くらやみの天使・星はかなしく (水野英子と石ノ森章太郎との共作)
- 008 ナマちゃん 1 (第1話の「ナマちゃんのにちよう日」は1950年代に収録)
- 009 ナマちゃん 2
- 010 まつげちゃん 1
- 011 まつげちゃん 2
- 012 まりっぺ先生
- 013 1950年代
- 014 おハナちゃん
- 015 ハッピィちゃん
- 016 カン太郎 1
- 017 カン太郎 2
- 018 おそ松くん 1
- 019 おそ松くん 2
- 020 おそ松くん 3
- 021 おそ松くん 4
- 022 おそ松くん 5
- 023 おそ松くん 6
- 024 おそ松くん 7
- 025 おそ松くん 8
- 026 おそ松くん 9
- 027 おそ松くん 10
- 028 おそ松くん 11
- 029 おそ松くん 12
- 030 おそ松くん 13
- 031 おそ松くん 14
- 032 おそ松くん 15
- 033 おそ松くん 16
- 034 おそ松くん 17
- 035 おそ松くん 18
- 036 おそ松くん 19
- 037 おそ松くん 20
- 038 おそ松くん 21
- 039 おそ松くん 22
- 040 おそ松くん 23
- 041 おそ松くん 24
- 042 おそ松くん 25
- 043 おそ松くん 26
- 044 おそ松くん 27
- 045 おそ松くん 28
- 046 おそ松くん 29
- 047 おそ松くん 30
- 048 おそ松くん 31
- 049 おそ松くん 32
- 050 おそ松くん 33
- 051 おそ松くん 34
- 052 最新版おそ松くん 1
- 053 最新版おそ松くん 2
- 054 ひみつのアッコちゃん 1
- 055 ひみつのアッコちゃん 2
- 056 ひみつのアッコちゃん 3
- 057 ひみつのアッコちゃん 4
- 058 ひみつのアッコちゃん 5
- 059 ひみつのアッコちゃん 別巻
- 060 ひみつのアッコちゃん なかよし版 1
- 061 ひみつのアッコちゃん なかよし版 2
- 062 おた助くん 1
- 063 おた助くん 2
- 064 おた助くん 3
- 065 おた助くん 4
- 066 おた助くん 5
- 067 おた助くん 6
- 068 まかせて長太 1
- 069 まかせて長太 2
- 070 メチャクチャNO.1
- 071 続メチャクチャNO.1
- 072 あべこべ3番地
- 073 そんごくん 1
- 074 そんごくん 2
- 075 そんごくん 別巻
- 076 キビママちゃん
- 077 ジャジャ子ちゃん
- 078 しびれのスカタン 1
- 079 しびれのスカタン 2
- 080 しびれのスカタン 3
- 081 ユーラブミー君
- 082 九平とねえちゃん
- 083 スリラー教授・いじわる教授
- 084 いじわる一家
- 085 へんな子ちゃん
- 086 へんな子ちゃん 1991
- 087 へんな子ちゃん 1992
- 088 へんな子ちゃん 1993
- 089 へんな子ちゃん 1994
- 090 ミータンとおはよう
- 091 モジャモジャおじちゃん
- 092 男の中に女がひとり 女の中におとこがひとり
- 093 天才バカボン 1
- 094 天才バカボン 2
- 095 天才バカボン 3
- 096 天才バカボン 4
- 097 天才バカボン 5
- 098 天才バカボン 6
- 099 天才バカボン 7
- 100 天才バカボン 8
- 101 天才バカボン 9
- 102 天才バカボン 10
- 103 天才バカボン 11
- 104 天才バカボン 12
- 105 天才バカボン 13
- 106 天才バカボン 14
- 107 天才バカボン 15
- 108 天才バカボン 16
- 109 天才バカボン 17
- 110 天才バカボン 18
- 111 天才バカボン 19
- 112 天才バカボン 20
- 113 天才バカボン 21
- 114 元祖天才バカボン 1
- 115 元祖天才バカボン 2
- 116 元祖天才バカボン 3
- 117 元祖天才バカボン 4
- 118 さいしん天才バカボン
- 119 最新平成天才バカボン 1
- 120 最新平成天才バカボン 2
- 121 最新平成天才バカボン 3
- 122 最新平成天才バカボン 4
- 123 もーれつア太郎 1
- 124 もーれつア太郎 2
- 125 もーれつア太郎 3
- 126 もーれつア太郎 4
- 127 もーれつア太郎 5
- 128 もーれつア太郎 6
- 129 もーれつア太郎 7
- 130 もーれつア太郎 8
- 131 もーれつア太郎 9
- 132 もーれつア太郎 別巻
- 133 ヒッピーちゃん
- 134 チビ太 1
- 135 チビ太 2
- 136 チビ太 3
- 137 われら8プロ
- 138 天才バカボンのおやじ 1
- 139 天才バカボンのおやじ 2
- 140 たまねぎたまちゃん
- 141 1960年代
- 142 鬼警部
- 143 ぶっかれ＊ダン 1
- 144 ぶっかれ＊ダン 2
- 145 ぶっかれ＊ダン 3
- 146 風のカラッペ 1
- 147 風のカラッペ 2
- 148 風のカラッペ 3
- 149 風のカラッペ 4
- 150 ネコの目ニュース
- 151 オレはゲバ鉄！ 1
- 152 オレはゲバ鉄！ 2
- 153 死神デース 1
- 154 死神デース 2
- 155 ハタ坊とワンペイ 1
- 156 ハタ坊とワンペイ 2
- 157 ワンペイモウちゃん
- 158 狂犬トロッキー
- 159 レッツラゴン 1
- 160 レッツラゴン 2
- 161 レッツラゴン 3
- 162 レッツラゴン 4
- 163 レッツラゴン 5
- 164 レッツラゴン 6
- 165 レッツラゴン 7
- 166 レッツラゴン 8
- 167 レッツラゴン 9
- 168 レッツラゴン 10
- 169 レッツラゴン 11
- 170 レッツラゴン 12
- 171 ぼくはケムゴロ
- 172 名人
- 173 クロッケくん
- 174 くそババア！！
- 175 大バカ探偵ハクチ小五郎 1
- 176 大バカ探偵ハクチ小五郎 2
- 177 大バカ探偵ハクチ小五郎 3
- 178 ギャグゲリラ 1
- 179 ギャグゲリラ 2
- 180 ギャグゲリラ 3
- 181 ギャグゲリラ 4
- 182 ギャグゲリラ 5
- 183 ギャグゲリラ 6
- 184 ギャグゲリラ 7
- 185 ギャグゲリラ 8
- 186 ギャグゲリラ 9
- 187 ギャグゲリラ 10
- 188 ギャグゲリラ 11
- 189 ギャグゲリラ 12
- 190 ギャグゲリラ 1980
- 191 ギャグゲリラ 1981
- 192 ギャグゲリラ 1982
- 193 歌謡ギャグ劇場
- 194 青い目のバンチョウ
- 195 幕末珍犬組
- 196 少年フライデー 1
- 197 少年フライデー 2
- 198 続少年フライデー
- 199 オッチャン 1
- 200 オッチャン 2
- 201 オッチャン 3
- 202 オッチャン 4
- 203 オッチャン 5
- 204 ワルワルワールド 1
- 205 ワルワルワールド 2
- 206 ギャグの王様 1
- 207 ギャグの王様 2
- 208 のらガキ 1
- 209 のらガキ 2
- 210 のらガキ 3
- 211 のらガキ 4
- 212 のらガキ 5
- 213 ニャンニャンニャンダ 1
- 214 ニャンニャンニャンダ 2
- 215 B.C.アダム
- 216 ラクガキ
- 217 母ちゃんNO.1 1
- 218 母ちゃんNO.1 2
- 219 母ちゃんNO.1 3
- 220 母ちゃんNO.1 1994
- 221 コングおやじ
- 222 わんぱく天使
- 223 つまんない子ちゃん
- 224 ひさし・不二夫の漫画全集
- 225 建師ケン作 1
- 226 建師ケン作 2
- 227 建師ケン作 3
- 228 ハウスジャックナナちゃん
- 229 不二夫のギャグありき
- 230 怪球マン
- 231 タトル君
- 232 おバカさん
- 233 アニマル大戦 1
- 234 アニマル大戦 2
- 235 荷車権太郎
- 236 いじわる爺さん
- 237 おじさんはパースーマン 1
- 238 おじさんはパースーマン 2
- 239 ギャグランド
- 240 モンスター13番地
- 241 逃げろや逃げろ
- 242 1970年代
- 243 チビドン
- 244 ババッチ先生
- 245 ロメオとジュリー
- 246 なんじゃらママ
- 247 花の菊千代
- 248 四谷「H」
- 249 ワルちゃん
- 250 ピヨ13世
- 251 お笑いはこれからだ
- 252 不二夫のワルワルワールド
- 253 ギャグ21世紀
- 254 赤塚不二夫の文学散歩
- 255 松尾芭蕉
- 256 今週のアダムとイヴ
- 257 今週のダメな人
- 258 TOKIOとカケル
- 259 赤塚不二夫のどうしてくれる！？
- 260 「大先生」を読む 1
- 261 「大先生」を読む 2
- 262 ヤラせておじさん
- 263 1980年代
- 264 大日本プータロー一家
- 265 MR.マサシ
- 266 ギャグ屋
- 267 ネコの大家さん
- 268 1990年代
- 269 お宝系

## オンデマンド版
2005年にコミックパークからDVD-ROMを基にしたオンデマンド版が発売された。
DVD-ROMとの違い
巻数が271巻に変更（収録話数の多い1960年代と1970年代を2冊に変更したため。)